# St. Laurentius in Feldkirchen

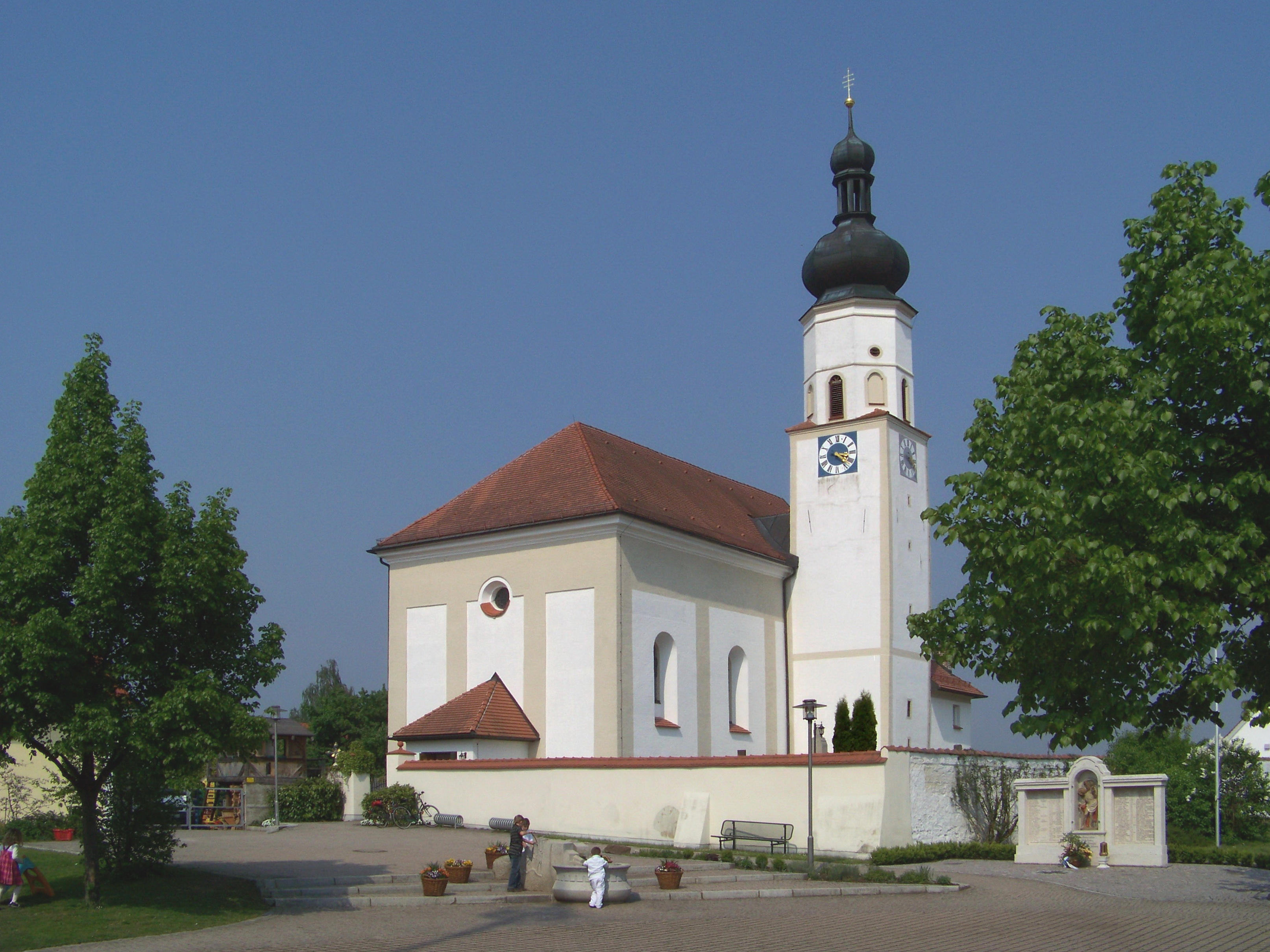
St. Laurentius in Feldkirchen

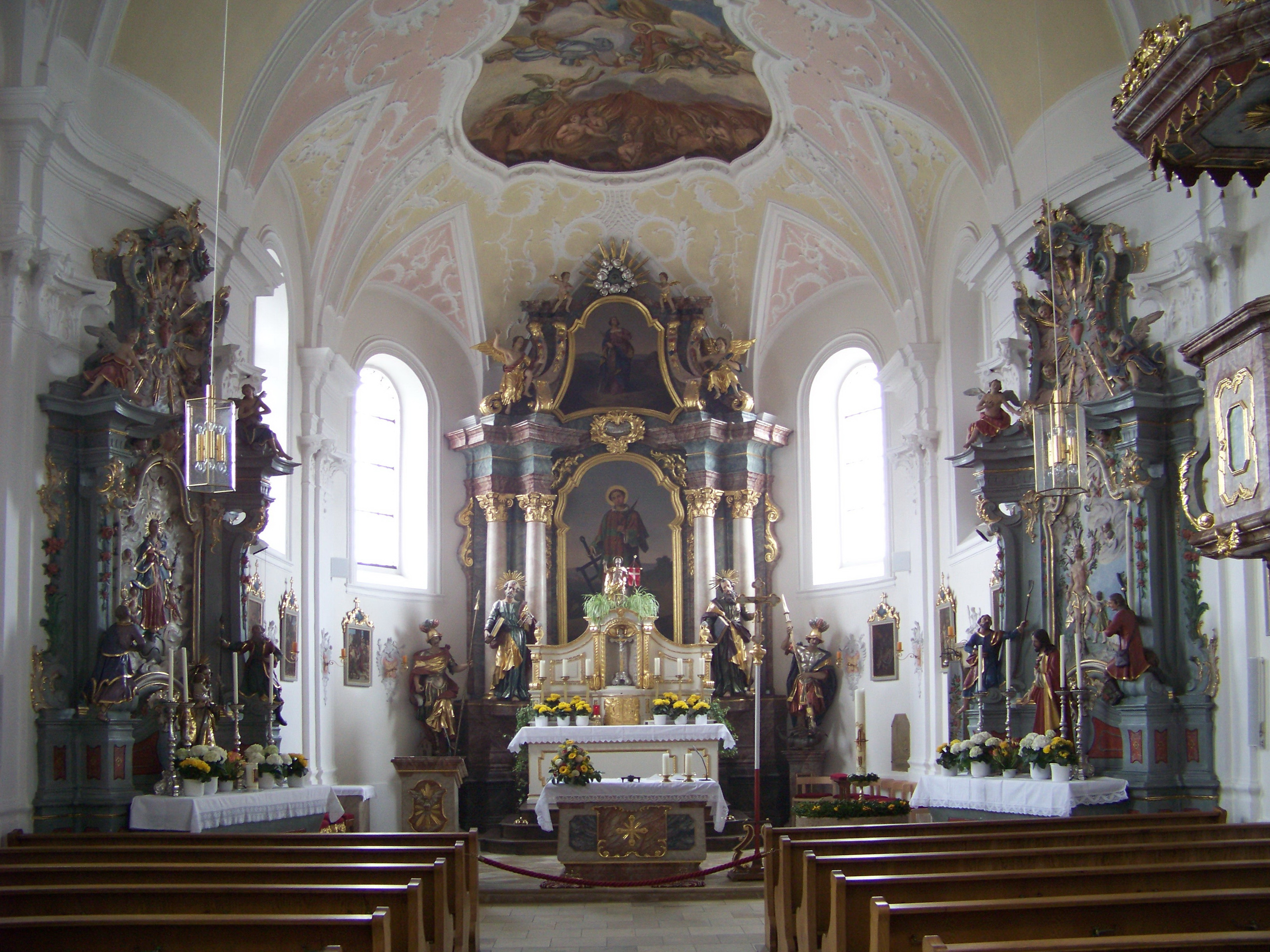
Innenraum

Die römisch-katholische Pfarrkirche St. Laurentius steht in Feldkirchen, einer Gemeinde im niederbayerischen Landkreis Straubing-Bogen. Sie ist in der Liste der Baudenkmäler in Feldkirchen (Niederbayern) unter der Nummer D-2-78-121-1 eingetragen. Die Kirche gehört zum Dekanat Straubing-Bogen im Bistum Regensburg.

## Beschreibung
Die barocke Saalkirche wurde in den Jahren 1753 bis 1757 erbaut. Sie besteht aus dem Langhaus, dem eingezogenen, halbrund geschlossenen Chor im Osten und dem Kirchturm auf quadratischem Grundriss an der Südwand vor dem östlichen Joch des Langhauses. Das oberste quadratische Geschoss enthält die Turmuhr. Darauf sitzt ein achteckiges, mit einer Welschen Haube bedecktes Geschoss für den Glockenstuhl mit vier Kirchenglocken. Ein Vorbau vor der Fassade im Westen führt zum Portal.
Die Deckenmalereien in den Innenräumen von Langhaus und Chor wurden 1757 eingebracht. Der Hochaltar wurde 1757 aufgestellt. Die Seitenaltäre stammen von Mathias Obermayr.